# Доманове (Молодечненський район)
Доманове (біл. вёска Даманава) — село в складі Молодечненського району Мінської області, Білорусь. Село підпорядковане М'ясотській сільській раді, розташоване в західній частині області.

## Історія
З 1793 після другого розділу Речі Посполитої Доманове, як і вся Вілейщина, входила до складу Російської імперії, був утворений Вілейський повіт у складі спочатку Мінської губернії, а з 1843 - Віленської губернії.
У 1921–1945 роках маєток знаходилось у Польщі, у Вільнюськім воєводстві, Вілейського повіту, у гміні Костеневичі.

## Населення
- 1866 рік — 34 людини, 3 будинків[1]
- 1921 рік — 22 людини, 3 будинків[2]
- 1931 рік — 26 людини, 3 будинків[3].